# Lac de la base de loisirs d'Orcières-Merlette
Le lac de la base de loisirs d'Orcières-Merlette est un lac artificiel de la vallée du Champsaur-Orcières-Merlette. Il est directement alimenté par le Drac noir, affluent du Drac.

## Présentation
Diverses activités y sont proposées dont : 
- pêche à la truite (truite fario et truite arc-en-ciel) ;
- pédalo ;
- canoë ;
- promenade autour du lac ;
- quad ;
- VTT ( Tour du plan d'eau, 2 kilomètres et 30 mètres de dénivelé positif et  Le pied du bois, 7.5 kilomètres et 150 mètres de dénivelé positif) ;
- ski de fond ;
- parapente.

## Données relatives au lac
- Le sentier pédestre faisant le tour du lac est d'une distance de 700 mètres.
- Le périmètre du lac est de 634 mètres.
- Le tour de l'île centrale est de 156 mètres.

## Faune
Quelques familles de canards ont élu domicile sur l'îlot central du lac, où aucun prédateur terrestre ne peut les atteindre.
Pendant l'été, le conseil départemental des Hautes-Alpes fait lâcher des truites arc-en-ciel pour les pêcheurs.
Cependant, des truites farios vivent dans le lac. Elles y accèdent par une bouche d'eau qui dévie l'eau du Drac dans le lac. L'eau ressort par une autre bouche au bord sud  du lac et se rejette ensuite dans un ruisseau, rejoignant ainsi le Drac.
Beaucoup d'oiseaux vivent sur l'îlot central. La cause de cette densité d'oiseaux et de canards vient du fait que l'île centrale est inaccessible aux humains (inaccessible en pédalo et en canoë à cause d'un [banc de sable installé spécifiquement pour en fermer l'accès aux touristes et pour la tranquillité des animaux) et aux prédateurs naturels des canards tels que les renards.

## Flore
Le contour du lac est orné d'une végétation se composant de trèfles et de graminées divers ainsi que la végétation typique des bords de ruisseaux champsaurins tels que l'orne.
La flore de l'îlot se compose de bouleaux, d'épilobe en épi, d'épicéas et de graminées au sol.

## Galerie d'images du lac

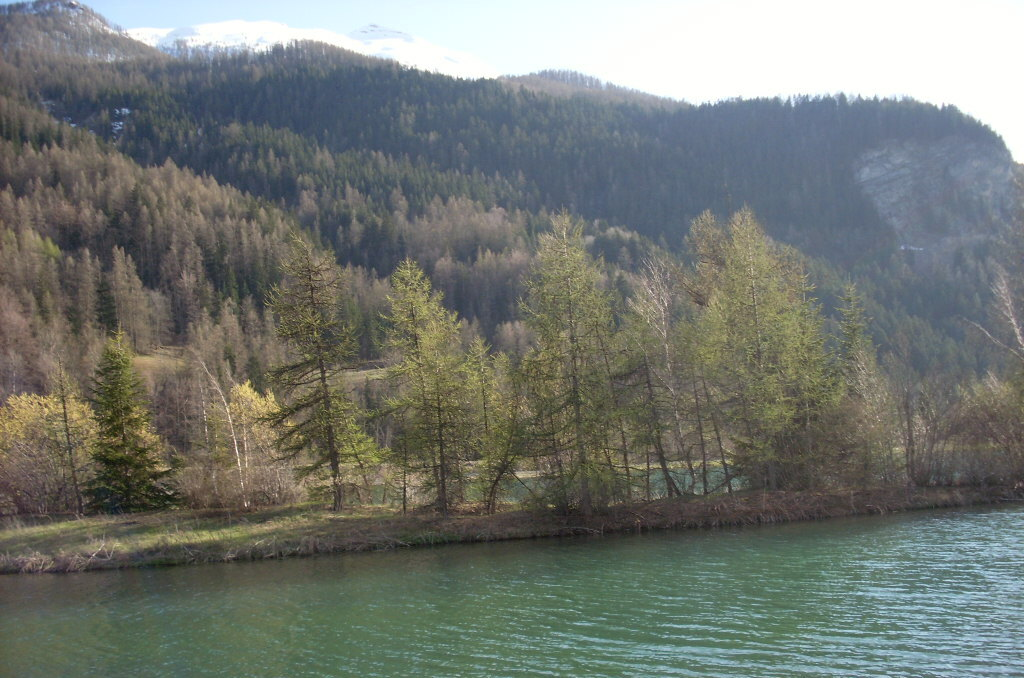
Lac artificiel de la base de loisirs d'Orcières-Merlette en mars.
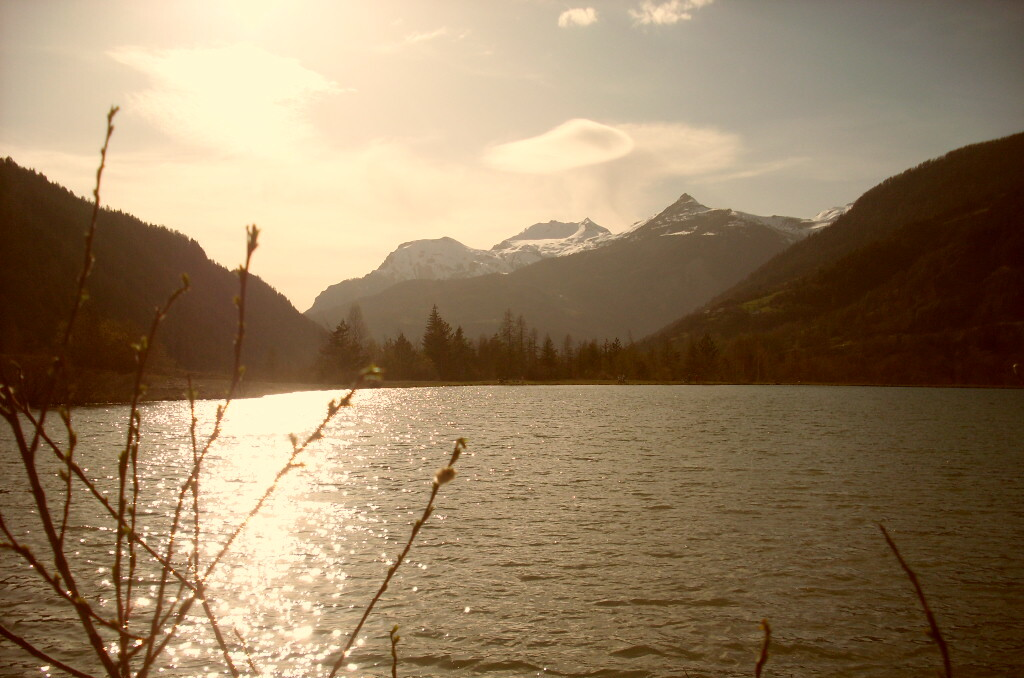
Le lac de la base de loisirs d'Orcières-Merlette au coucher de soleil en mars.
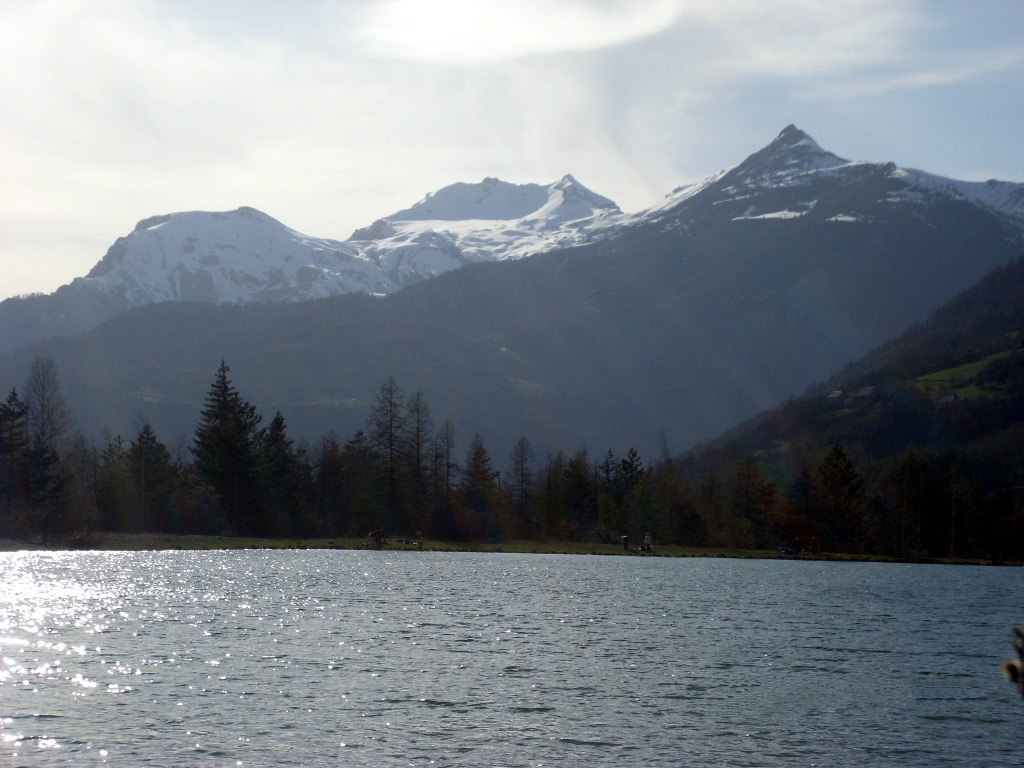
Le lac. Vue au fond sur le massif du Vieux Chaillol avec les sommets du Vieux Chaillol, du Palastre et de la Pousterle.
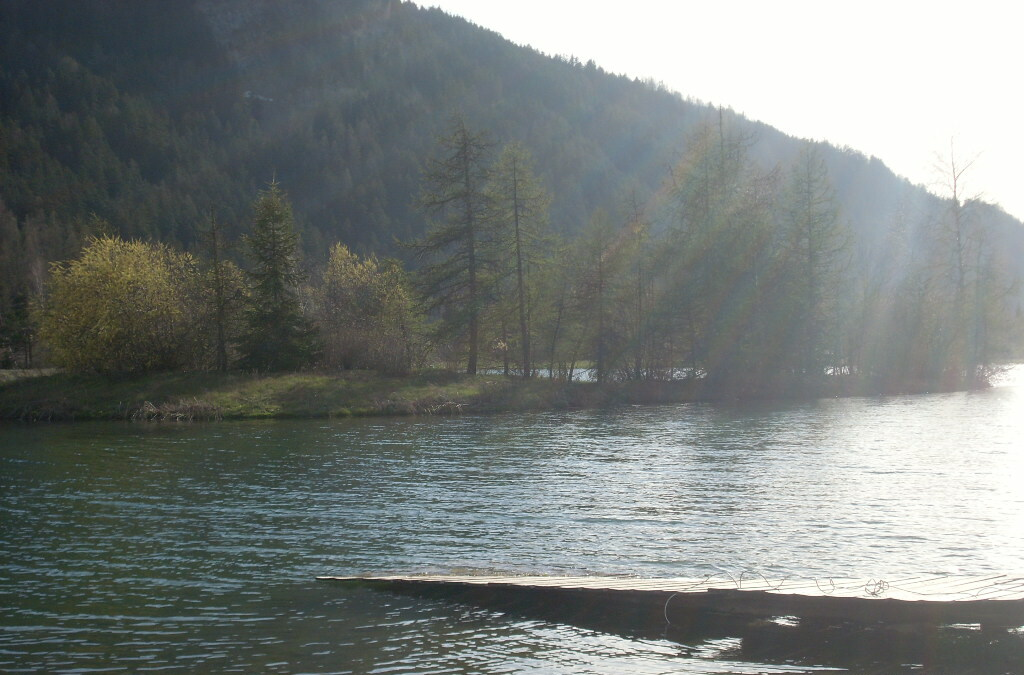
Vue sur le lac. Vue sur l'île centrale, abri des canards et vue sur la rampe de glissement des canoës et pédalos.
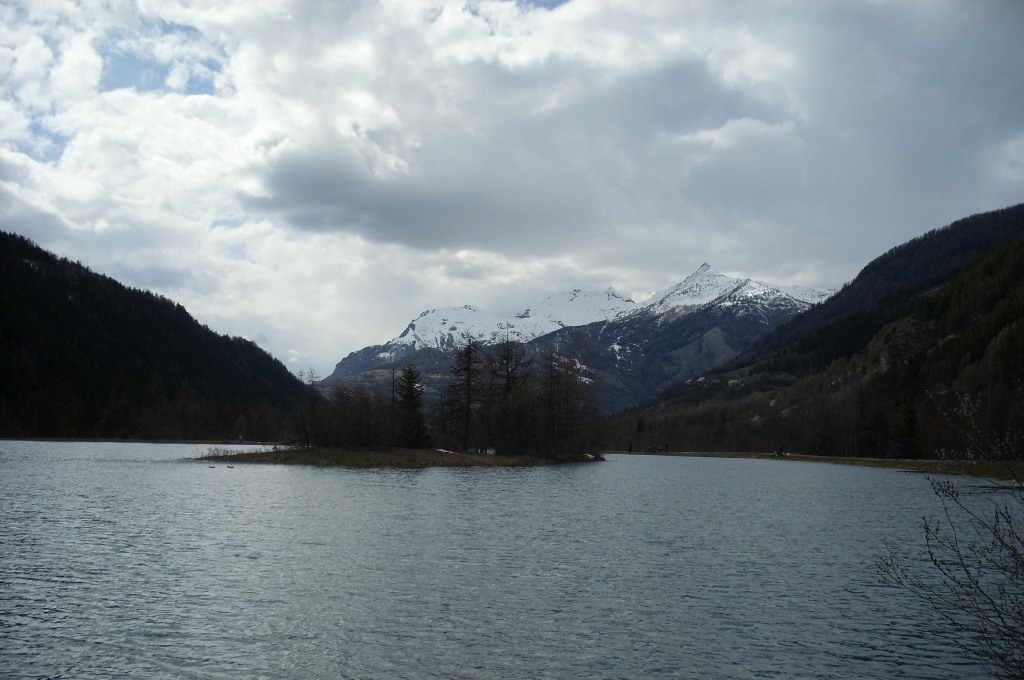
Le lac et l'îlot central
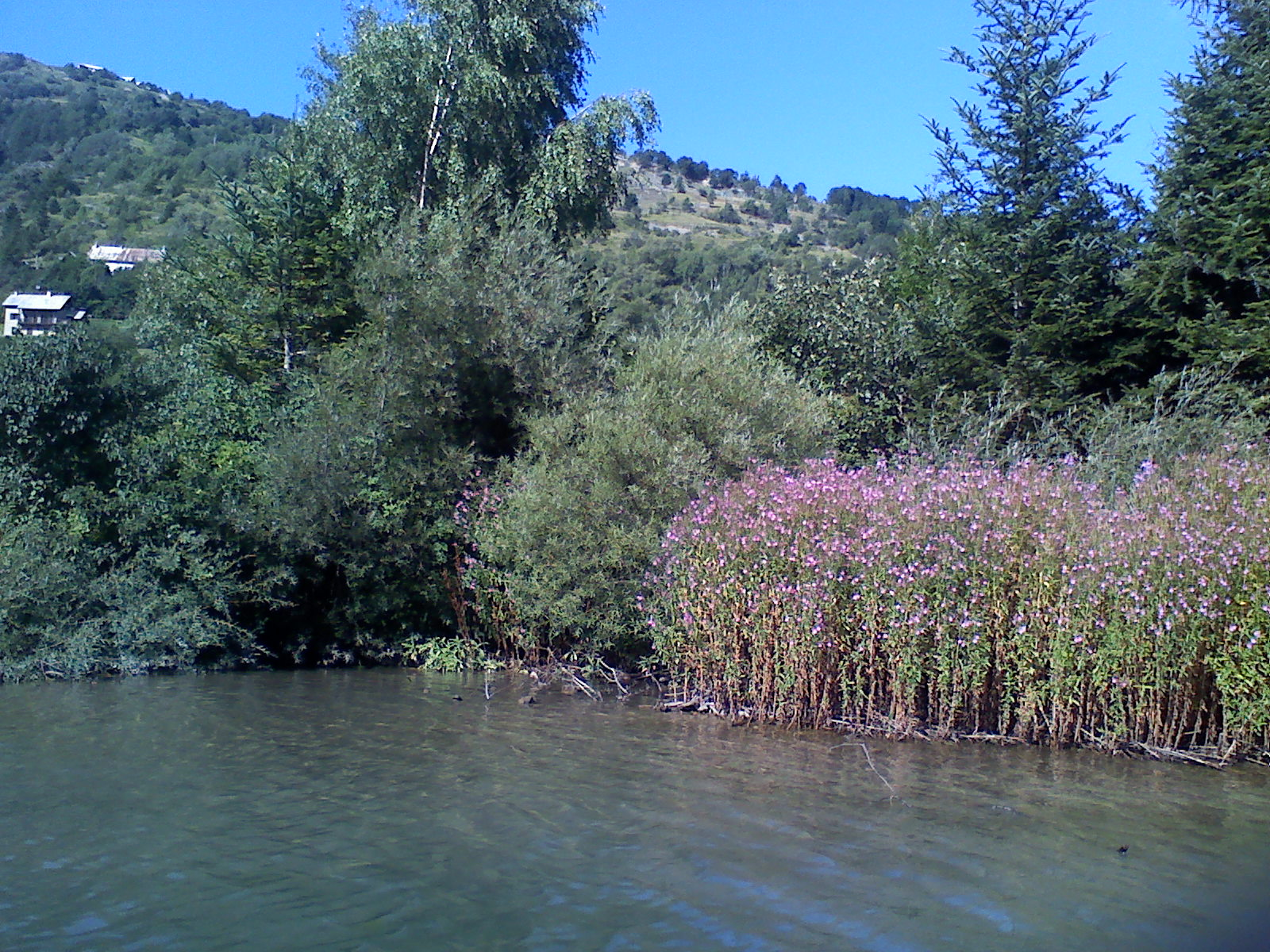
L'île centrale.

## Accès
- Prendre la D 944 en direction d'Orcières, traverser Pont-du-Fossé.
- Au pont de Corbière, suivre la D 944 sur la droite
- Vers le hameau de La Fruitière, à un embranchement, une porte en bois indique la base de loisirs
- Cette route mène à un parking sous la digue du lac de la base de loisirs.